# Tomáš Šmíd
Tomáš Šmíd (* 20. Mai 1956 in Pilsen) ist ein ehemaliger tschechoslowakischer Tennisspieler.

## Karriere
Der Doppelspezialist gewann in seiner Laufbahn 55 Doppeltitel und wurde 1984 als Nummer 1 der Doppel-Weltrangliste geführt. Aber auch im Einzel war Šmíd erfolgreich. Zu seinen neun Turniersiegen zählen auch der Titelgewinn 1979 beim Mercedes-Cup am Stuttgarter Weißenhof sowie der Erfolg bei den Internationalen Bayerischen Meisterschaften 1983 in München. Seine beste Platzierung in der Einzelweltrangliste war Platz 11 (1984)
Šmíd war von 1991 bis 1992 Trainer von Boris Becker.

### Davis Cup
Šmíd trat insgesamt 67-mal für die Tschechoslowakei im Davis Cup an. Er gewann 22 von 37 Einzel- und 20 von 30 Doppelpartien.
Sein größter Erfolg war der Daviscup-Gesamtsieg der Tschechoslowakei im Jahr 1980. Im Finale besiegte das Team Italien mit 4:1. Šmíd gewann sein erstes Einzel gegen Adriano Panatta sowie sein Doppel an der Seite von Ivan Lendl gegen Paolo Bertolucci/Adriano Panatta und verlor das Einzel gegen Corrado Barazzutti. Lendl gewann seine beiden Einzelpartien.
Im Halbfinale 1985 verlor Šmíd als klarer Favorit gegen Michael Westphal aus der Bundesrepublik Deutschland in einem Fünf-Satz-Spiel mit 8:6, 6:1, 5:7, 9:11 und 15:17; mit 85 Spielen das Einzel mit den meisten Spielen im Davis Cup. Das Match am 4. Oktober 1985 dauerte 5 Stunden, 29 Minuten. Die Tschechoslowakei verlor schließlich mit 0:5.

## Erfolge
| Legende (Anzahl der Siege)                            |
| Grand Slam                                            |
| Tennis Masters Cup                                    |
| ATP Masters Series                                    |
| ATP Championship Series ATP International Series Gold |
| ATP World Series ATP International Series             |
| ATP Challenger Tour                                   |

| ATP-Titel nach Belag |
| Hartplatz            |
| Sand                 |
| Rasen                |
| Teppich              |

### Einzel

#### Turniersiege

##### ATP Tour
| Nr. | Datum              | Turnier      | Belag         | Finalgegner      | Ergebnis                |
| --- | ------------------ | ------------ | ------------- | ---------------- | ----------------------- |
| 1.  | 29. Januar 1978    | Sarasota     | Teppich (i)   | Nick Saviano     | 7:6, 0:6, 7:5           |
| 2.  | 22. Juli 1979      | Stuttgart    | Sand          | Ulrich Pinner    | 6:4, 6:0, 6:2           |
| 3.  | 16. März 1980      | Stuttgart    | Hartplatz (i) | Mark Cox         | 6:1, 6:3, 5:7, 1:6, 6:4 |
| 4.  | 23. November 1980  | Bologna      | Teppich (i)   | Paolo Bertolucci | 7:5, 6:2                |
| 5.  | 24. Januar 1982    | Mexiko-Stadt | Teppich (i)   | John Sadri       | 3:6, 7:6. 4:6, 7:6, 6:2 |
| 6.  | 1. August 1982     | Cap d’Agde   | Hartplatz     | Lloyd Bourne     | 6:3, 6:4, 5:7, 6:2      |
| 7.  | 22. Mai 1983       | München      | Sand          | Joakim Nyström   | 6:0, 6:3, 4:6, 2:6, 7:5 |
| 8.  | 24. Juli 1983      | Hilversum    | Sand          | Balázs Taróczy   | 6:4, 6:4                |
| 9.  | 22. September 1985 | Genf         | Sand          | Mats Wilander    | 6:4, 6:4                |

##### Challenger Tour
| Nr. | Datum          | Turnier      | Belag | Finalgegner       | Ergebnis      |
| --- | -------------- | ------------ | ----- | ----------------- | ------------- |
| 1.  | 8. August 1982 | Knokke-Heist | Sand  | Željko Franulović | 6:2, 6:2, 6:0 |
| 2.  | 31. Juli 1983  | Ulm (1)      | Sand  | Trevor Allan      | 7:5, 6:4      |
| 3.  | 2. August 1987 | Ulm (2)      | Sand  | Thierry Champion  | 6:3, 6:4      |

#### Finalteilnahmen
| Nr. | Datum              | Turnier       | Belag         | Finalgegner      | Ergebnis           |
| --- | ------------------ | ------------- | ------------- | ---------------- | ------------------ |
| 1.  | 16. April 1978     | Monte Carlo   | Sand          | Raúl Ramírez     | 3:6, 3:6, 4:6      |
| 2.  | 8. Oktober 1978    | Madrid (1)    | Sand          | José Higueras    | 7:6, 3:6, 3:6, 4:6 |
| 3.  | 29. Juli 1979      | Hilversum (1) | Sand          | Balázs Taróczy   | 2:6, 2:6, 1:6      |
| 4.  | 22. Juni 1980      | Wien          | Sand          | Ángel Giménez    | 6:1, 1:1 aufgg.    |
| 5.  | 5. April 1981      | Frankfurt     | Teppich (i)   | John McEnroe     | 2:6, 3:6           |
| 6.  | 27. September 1981 | Genf (1)      | Sand          | Björn Borg       | 4:6, 3:6           |
| 7.  | 14. März 1982      | München       | Teppich (i)   | Ivan Lendl       | 6:3, 3:6, 1:6, 2:6 |
| 8.  | 26. September 1982 | Genf (2)      | Sand          | Mats Wilander    | 5:7, 6:4, 4:6      |
| 9.  | 12. Dezember 1982  | Toulouse (1)  | Hartplatz (i) | Yannick Noah     | 3:6, 2:6           |
| 10. | 24. April 1983     | Bournemouth   | Sand          | José Higueras    | 6:2, 6:7, 5:7      |
| 11. | 10. Juli 1983      | Gstaad        | Sand          | Sandy Mayer      | 0:6, 3:6, 2:6      |
| 12. | 6. November 1983   | Stockholm     | Hartplatz (i) | Mats Wilander    | 1:6, 5:7           |
| 13. | 5. März 1984       | Madrid (1)    | Teppich (i)   | Andreas Maurer   | 0:6, 4:6           |
| 14. | 15. April 1984     | Luxemburg     | Teppich (i)   | Ivan Lendl       | 4:6, 4:6           |
| 15. | 29. Juli 1984      | Hilversum (2) | Sand          | Anders Järryd    | 3:6, 3:6, 6:2, 2:6 |
| 16. | 28. Oktober 1984   | Hongkong      | Hartplatz     | Andrés Gómez     | 3:6, 2:6           |
| 17. | 13. Oktober 1985   | Toulouse (2)  | Hartplatz (i) | Yannick Noah     | 4:6, 4:6           |
| 18. | 18. August 1987    | Prag          | Sand          | Marián Vajda     | 1:6, 3:6           |
| 19. | 20. September 1987 | Genf (3)      | Sand          | Claudio Mezzadri | 4:6, 5:7           |

### Doppel

#### Turniersiege
| Nr. | Jahr               | Turnier           | Belag         | Doppelpartner     | Finalgegner                         | Ergebnis                  |
| --- | ------------------ | ----------------- | ------------- | ----------------- | ----------------------------------- | ------------------------- |
| 1.  | 16. April 1978     | Monte Carlo (1)   | Sand          | Peter Fleming     | Jaime Fillol Ilie Năstase           | 6:4, 7:5                  |
| 2.  | 23. Juli 1978      | Stuttgart (1)     | Sand          | Jan Kodeš         | Carlos Kirmayr Belus Prajoux        | 6:3, 7:6                  |
| 3.  | 20. Mai 1979       | Hamburg (1)       | Sand          | Jan Kodeš         | Mark Edmondson John Marks           | 6:3, 6:1, 7:6             |
| 4.  | 27. Mai 1979       | Rom               | Sand          | Peter Fleming     | José Luis Clerc Ilie Năstase        | 4:6, 6:1, 7:5             |
| 5.  | 19. November 1979  | Buenos Aires      | Sand          | Sherwood Stewart  | Marcos Hocevar João Soares          | 6:1, 7:5                  |
| 6.  | 16. März 1980      | Stuttgart         | Hartplatz (i) | Wojciech Fibak    | Tim Mayotte Larry Stefanki          | 6:4, 7:6                  |
| 7.  | 28. Februar 1982   | Genua             | Teppich (i)   | Pavel Složil      | Mike Cahill Buster Mottram          | 6:7, 7:5, 6:3             |
| 8.  | 14. März 1982      | München           | Teppich (i)   | Mark Edmondson    | Kevin Curren Steve Denton           | 4:6, 7:5, 6:2             |
| 9.  | 2. Mai 1982        | Madrid (1)        | Sand          | Pavel Složil      | Heinz Günthardt Balázs Taróczy      | 6:1, 3:6, 9:7             |
| 10. | 16. Mai 1982       | Hamburg (2)       | Sand          | Pavel Složil      | Anders Järryd Hans Simonsson        | 6:4, 6:3                  |
| 11. | 25. Juli 1982      | Hilversum (1)     | Sand          | Jan Kodeš         | Balázs Taróczy Heinz Günthardt      | 7:6, 6:4                  |
| 12. | 26. September 1982 | Genf (1)          | Sand          | Pavel Složil      | Carl Limberger Mike Myburg          | 6:4, 6:0                  |
| 13. | 24. Oktober 1982   | Amsterdam         | Teppich       | Fritz Buehning    | Kevin Curren Buster Mottram         | 4:6, 6:3, 6:0             |
| 14. | 21. November 1982  | Dortmund          | Teppich (i)   | Pavel Složil      | Mike Cahill Francisco González      | 6:2, 6:7, 6:1             |
| 15. | 12. Dezember 1982  | Toulouse (1)      | Hartplatz (i) | Pavel Složil      | Jean-Louis Haillet Yannick Noah     | 6:4, 6:4                  |
| 16. | 30. Januar 1983    | Guarujá           | Hartplatz     | Tim Gullikson     | Shlomo Glickstein Van Winitsky      | 5:7, 7:6, 6:3             |
| 17. | 13. Februar 1983   | Richmond          | Teppich (i)   | Pavel Složil      | Fritz Buehning Brian Teacher        | 6:2, 6:4                  |
| 18. | 27. Februar 1983   | Delray Beach      | Sand          | Pavel Složil      | Anand Amritraj Johan Kriek          | 7:6, 6:4                  |
| 19. | 27. März 1983      | Mailand (1)       | Teppich (i)   | Pavel Složil      | Fritz Buehning Peter Fleming        | 6:2, 5:7, 6:4             |
| 20. | 18. April 1983     | Bournemouth       | Sand          | Sherwood Stewart  | Heinz Günthardt Balázs Taróczy      | 7:6, 7:5                  |
| 21. | 10. Juli 1983      | Gstaad (1)        | Sand          | Pavel Složil      | Colin Dowdeswell Wojciech Fibak     | 6:7, 6:4, 6:2             |
| 22. | 10. Oktober 1983   | Basel (1)         | Hartplatz (i) | Pavel Složil      | Stefan Edberg Florin Segărceanu     | 6:1, 3:6, 7:6             |
| 23. | 15. Januar 1984    | World Doubles WCT | Teppich (i)   | Pavel Složil      | Anders Järryd Hans Simonsson        | 1:6, 6:3, 3:6, 6:4, 6:3   |
| 24. | 25. März 1984      | Mailand (2)       | Teppich (i)   | Pavel Složil      | Kevin Curren Steve Denton           | 6:4, 6:3                  |
| 25. | 9. April 1984      | Luxemburg         | Teppich (i)   | Anders Järryd     | Mark Edmondson Sherwood Stewart     | 6:3, 7:5                  |
| 26. | 29. Juli 1984      | Hilversum (2)     | Sand          | Anders Järryd     | Broderick Dyke Michael Fancutt      | 6:4, 5:7, 7:6             |
| 27. | 5. August 1984     | North Conway      | Sand          | Brian Gottfried   | Cássio Motta Blaine Willenborg      | 6:4, 6:2                  |
| 28. | 9. September 1984  | US Open           | Hartplatz     | John Fitzgerald   | Stefan Edberg Anders Järryd         | 7:6, 6:3, 6:3             |
| 29. | 16. September 1984 | Palermo           | Sand          | Blaine Willenborg | Claudio Panatta Henrik Sundström    | 6:7, 6:3, 6:0             |
| 30. | 7. Oktober 1984    | Barcelona (1)     | Sand          | Pavel Složil      | Martín Jaite Víctor Pecci           | 6:2, 6:0                  |
| 31. | 14. Oktober 1984   | Basel (2)         | Hartplatz (i) | Pavel Složil      | Stefan Edberg Tim Wilkison          | 7:6, 6:2                  |
| 32. | 5. November 1984   | Stockholm         | Hartplatz (i) | Henri Leconte     | Vijay Amritraj Ilie Năstase         | 7:5, 7:5                  |
| 33. | 3. Februar 1985    | Memphis           | Teppich (i)   | Pavel Složil      | Kevin Curren Steve Denton           | 1:6, 6:3, 6:4             |
| 34. | 24. März 1985      | Rotterdam         | Teppich (i)   | Pavel Složil      | Vitas Gerulaitis Paul McNamee       | 6:4, 6:4                  |
| 35. | 7. April 1985      | Monte Carlo (2)   | Sand          | Pavel Složil      | Shlomo Glickstein Shahar Perkiss    | 6:2, 6:3                  |
| 36. | 14. Juli 1985      | Gstaad (2)        | Sand          | Wojciech Fibak    | Brad Drewett Mark Edmondson         | 6:7, 6:4, 6:4             |
| 37. | 15. September 1985 | Stuttgart (2)     | Sand          | Ivan Lendl        | Andy Kohlberg João Soares           | 3:6, 6:4, 6:2             |
| 38. | 13. April 1986     | Bari              | Sand          | Gary Donnelly     | Sergio Casal Emilio Sánchez         | 2:6, 6:4, 6:4             |
| 39. | 8. Juni 1986       | French Open       | Sand          | John Fitzgerald   | Stefan Edberg Anders Järryd         | 6:3, 4:6, 6:3, 6:7, 14:12 |
| 40. | 3. August 1986     | Hilversum (3)     | Sand          | Miloslav Mečíř    | Tom Nijssen Johan Vekemans          | 6:4, 6:2                  |
| 41. | 10. August 1986    | Kitzbühel         | Sand          | Heinz Günthardt   | Hans Gildemeister Andrés Gómez      | 4:6, 6:3, 7:6             |
| 42. | 12. Oktober 1986   | Toulouse          | Hartplatz (i) | Miloslav Mečíř    | Jakob Hlasek Pavel Složil           | 6:2, 3:6, 6:4             |
| 43. | 3. Mai 1987        | Hamburg (3)       | Sand          | Miloslav Mečíř    | Claudio Mezzadri Jim Pugh           | 4:6, 7:6, 6:2             |
| 44. | 11. Juli 1987      | Gstaad (3)        | Sand          | Jan Gunnarsson    | Loïc Courteau Guy Forget            | 7:6, 6:2                  |
| 45. | 16. August 1987    | Prag              | Sand          | Miloslav Mečíř    | Stanislav Birner Jaroslav Navrátil  | 6:3, 6:7, 6:3             |
| 46. | 27. September 1987 | Barcelona (2)     | Sand          | Miloslav Mečíř    | Javier Frana Christian Miniussi     | 6:1, 6:2                  |
| 47. | 11. Oktober 1987   | Basel (3)         | Hartplatz (i) | Anders Järryd     | Stanislav Birner Jaroslav Navrátil  | 6:4, 6:3                  |
| 48. | 15. November 1987  | Wembley           | Teppich (i)   | Miloslav Mečíř    | Ken Flach Robert Seguso             | 7:5, 6:4                  |
| 49. | 13. Dezember 1987  | Masters           | Teppich (i)   | Miloslav Mečíř    | Ken Flach Robert Seguso             | 6:4, 7:5, 6:7, 6:3        |
| 50. | 25. September 1988 | Genf (2)          | Sand          | Mansour Bahrami   | Gustavo Luza Guillermo Pérez Roldán | 6:4, 6:3                  |
| 51. | 9. Oktober 1988    | Basel (4)         | Hartplatz (i) | Jakob Hlasek      | Jeremy Bates Peter Lundgren         | 6:3, 6:1                  |
| 52. | 16. April 1989     | Athen             | Sand          | Claudio Panatta   | Gustavo Giussani Gerardo Mirad      | 6:3, 6:2                  |
| 53. | 1. Mai 1989        | Monte Carlo (3)   | Sand          | Mark Woodforde    | Paolo Canè Diego Nargiso            | 1:6, 6:4, 6:2             |
| 54. | 30. Juli 1989      | Stuttgart (3)     | Sand          | Petr Korda        | Florin Segărceanu Cyril Suk         | 6:3, 6:4                  |
| 55. | 29. April 1990     | Monte Carlo (4)   | Sand          | Petr Korda        | Andrés Gómez Javier Sánchez         | 6:4, 7:6                  |

#### Finalteilnahmen
| Nr. | Jahr               | Turnier         | Belag         | Doppelpartner    | Finalgegner                              | Ergebnis                |
| --- | ------------------ | --------------- | ------------- | ---------------- | ---------------------------------------- | ----------------------- |
| 1.  | 23. April 1978     | Nizza (1)       | Sand          | Jan Kodeš        | Patrice Dominguez François Jauffret      | 4:6, 0:6                |
| 2.  | 28. Mai 1978       | Rom (1)         | Sand          | Jan Kodeš        | Víctor Pecci Belus Prajoux               | 7:6, 6:7, 1:6           |
| 3.  | 1. Oktober 1978    | Aix-en-Provence | Sand          | Jan Kodeš        | Ion Țiriac Guillermo Vilas               | 6:7, 1:6                |
| 4.  | 8. Oktober 1978    | Madrid (1)      | Sand          | Pavel Složil     | Wojciech Fibak Jan Kodeš                 | 7:6, 1:6, 2:6           |
| 5.  | 1. April 1979      | Mailand (1)     | Teppich (i)   | José Luis Clerc  | Peter Fleming John McEnroe               | 1:6, 3:6                |
| 6.  | 8. April 1979      | Nizza (2)       | Sand          | Pavel Složil     | Paul McNamee Peter McNamara              | 1:6, 6:3, 2:6           |
| 7.  | 29. Juli 1979      | Hilversum (1)   | Sand          | Jan Kodeš        | Tom Okker Balázs Taróczy                 | 1:6, 3:6                |
| 8.  | 12. August 1979    | Indianapolis    | Sand          | Jan Kodeš        | Gene Mayer John McEnroe                  | 4:6, 6:7                |
| 9.  | 18. November 1979  | Wembley (1)     | Teppich (i)   | Stan Smith       | Peter Fleming John McEnroe               | 2:6, 3:6                |
| 10. | 2. März 1980       | Memphis (1)     | Teppich (i)   | Rod Frawley      | Brian Gottfried John McEnroe             | 3:6, 7:6, 6:7           |
| 11. | 22. Juni 1980      | Wien            | Sand          | Pavel Složil     | Gianni Ocleppo Christophe Roger-Vasselin | kampflos                |
| 12. | 2. November 1980   | Köln            | Teppich       | Jan Kodeš        | Bernard Mitton Andrew Pattison           | 4:6, 1:6                |
| 13. | 19. April 1981     | Monte Carlo     | Sand          | Pavel Složil     | Heinz Günthardt Balázs Taróczy           | 3:6, 3:6                |
| 14. | 26. April 1981     | Bournemouth     | Sand          | Buster Mottram   | Ricardo Cano Víctor Pecci                | 4:6, 6:3, 3:6           |
| 15. | 24. Mai 1981       | Rom (2)         | Sand          | Bruce Manson     | Hans Gildemeister Andrés Gómez           | 5:7, 2:6                |
| 16. | 27. September 1981 | Genf            | Sand          | Pavel Složil     | Heinz Günthardt Balázs Taróczy           | 4:6, 6:3, 2:6           |
| 17. | 4. Oktober 1981    | Madrid (2)      | Sand          | Heinz Günthardt  | Hans Gildemeister Andrés Gómez           | 5:7, 2:6                |
| 18. | 29. November 1981  | Bologna         | Teppich (i)   | Balázs Taróczy   | Sammy Giammalva Henri Leconte            | 6:7, 4:6                |
| 19. | 24. Januar 1982    | Mexiko-Stadt    | Teppich (i)   | Balázs Taróczy   | Sherwood Stewart Ferdi Taygan            | 4:6, 5:7                |
| 20. | 31. Januar 1982    | Delray Beach    | Teppich (i)   | Balázs Taróczy   | Mel Purcell Eliot Teltscher              | 4:6, 6:7                |
| 21. | 1. August 1982     | Cap d’Agde      | Hartplatz     | Pavel Složil     | Andy Andrews Drew Gitlin                 | 2:6, 4:6                |
| 22. | 14. November 1982  | Wembley (2)     | Teppich (i)   | Heinz Günthardt  | Peter Fleming John McEnroe               | 2:6, 3:6                |
| 23. | 10. April 1983     | Houston         | Sand          | Mark Dickson     | Kevin Curren Steve Denton                | 6:7, 7:6, 1:6           |
| 24. | 16. Mai 1983       | München (1)     | Sand          | Anders Järryd    | Chris Lewis Pavel Složil                 | 4:6, 2:6                |
| 25. | 17. Juli 1983      | Stuttgart       | Sand          | Pavel Složil     | Anand Amritraj Mike Bauer                | 6:4, 3:6, 2:6           |
| 26. | 24. Juli 1983      | Hilversum (2)   | Sand          | Jan Kodeš        | Heinz Günthardt Balázs Taróczy           | 6:3, 2:6, 3:6           |
| 27. | 15. Januar 1984    | Masters         | Teppich (i)   | Pavel Složil     | Peter Fleming John McEnroe               | 2:6, 2:6                |
| 28. | 12. Februar 1984   | Memphis (2)     | Teppich (i)   | Heinz Günthardt  | Fritz Buehning Peter Fleming             | 3:6, 0:6                |
| 29. | 10. Juni 1984      | French Open     | Sand          | Pavel Složil     | Henri Leconte Yannick Noah               | 4:6, 6:2, 6:3, 3:6, 2:6 |
| 30. | 23. September 1984 | Genf            | Sand          | Libor Pimek      | Michael Mortensen Mats Wilander          | 4:6, 6:2, 6:3, 3:6, 2:6 |
| 31. | 11. November 1984  | Wembley (3)     | Teppich (i)   | Pavel Složil     | Andrés Gómez Ivan Lendl                  | 2:6, 2:6                |
| 32. | 28. April 1985     | Atlanta         | Teppich (i)   | Steve Denton     | Paul Annacone Christo van Rensburg       | 4:6, 3:6                |
| 33. | 13. Oktober 1985   | Toulouse        | Hartplatz (i) | Pavel Složil     | Ricardo Acuña Jakob Hlasek               | 4:6, 2:6                |
| 34. | 24. November 1985  | Hongkong        | Hartplatz     | Jakob Hlasek     | Brad Drewett Kim Warwick                 | 3:6, 6:4, 2:6           |
| 35. | 23. März 1986      | Brüssel (1)     | Teppich (i)   | John Fitzgerald  | Boris Becker Slobodan Živojinović        | 6:7, 5:7                |
| 36. | 19. Oktober 1986   | Basel           | Teppich (i)   | Jan Gunnarsson   | Guy Forget Yannick Noah                  | 6:7, 4:6                |
| 37. | 17. Mai 1987       | Rom (3)         | Sand          | Miloslav Mečíř   | Guy Forget Yannick Noah                  | 2:6, 7:6, 3:6           |
| 38. | 9. August 1987     | Kitzbühel (1)   | Sand          | Miloslav Mečíř   | Emilio Sánchez Vicario Sergio Casal      | 6:7, 6:7                |
| 39. | 4. Oktober 1987    | Palermo         | Sand          | Petr Korda       | Leonardo Lavalle Claudio Panatta         | 6:3, 4:6, 4:6           |
| 40. | 21. Februar 1988   | Mailand (1)     | Sand          | Miloslav Mečíř   | Boris Becker Eric Jelen                  | 3:6, 3:6                |
| 41. | 15. Mai 1988       | Rom (4)         | Sand          | Anders Järryd    | Jorge Lozano Todd Witsken                | 3:6, 3:6                |
| 42. | 23. Oktober 1988   | Wien            | Teppich (i)   | Kevin Curren     | Alex Antonitsch Balázs Taróczy           | 6:4, 3:6, 6:7           |
| 43. | 27. November 1988  | Brüssel (2)     | Teppich (i)   | John Fitzgerald  | Wally Masur Tom Nijssen                  | 5:7, 6:7                |
| 44. | 6. August 1989     | Kitzbühel (2)   | Sand          | Petr Korda       | Javier Sánchez Emilio Sánchez Vicario    | 5:7, 6:7                |
| 45. | 13. August 1989    | Prag            | Sand          | Petr Korda       | Jordi Arrese Horst Skoff                 | 4:6, 4:6                |
| 46. | 17. September 1989 | Madrid (3)      | Sand          | Francisco Clavet | Tomás Carbonell Carlos Costa             | 5:7, 3:6                |
| 47. | 24. September 1989 | Barcelona       | Sand          | Sergio Casal     | Gustavo Luza Christian Miniussi          | 3:6, 3:6                |
| 48. | 6. Mai 1990        | München (2)     | Sand          | Petr Korda       | Udo Riglewski Michael Stich              | 1:6, 4:6                |